# Сьогодні і завтра
Сьогодні і завтра (рос. Сегодня и завтра) — радянський художній трисерійний телефільм 1979 року, знятий Творчим об'єднанням «Екран».

## Сюжет
Виробнича телевізійна драма за мотивами роману В. Попова «І це називається будні». У центрі фільму — образ директора металургійного заводу Кадишева. Фільм порушує проблеми охорони довкілля, розглядає питання про характер взаємин керівника і колективу.

## У ролях
- Олег Борисов — Віктор Миколайович Кадишев, директор металургійного заводу
- Валентин Гафт — Олександр Григорович Рассолов, головний інженер заводу
- Юрій Шерстньов — Анатолій Семенович Костенець, парторг заводу
- Ольга Гобзєва — Ніна Михайлівна, мати-одиначка, працює на заводі
- Еммануїл Віторган — Дмитро Савелійович Бажутін, старший син Савелія Тихоновича, працює на заводі
- Тетяна Божок — Варвара Трохимівна, районний санітарний лікар, молода дівчина-ідеалістка
- Ірина Савіна — Іра, працює на заводі, мріє стати балериною
- Сергій Ганшин — Олег Курзанов, син Віри Федорівни, працює на заводі, закоханий в Іру
- Маргарита Кошелєва — Віра Федорівна, вдова, мати Олега, хореограф-балетмейстер
- Юрій Леонідов — Савелій Тихонович Бажутін, найстаріший робітник
- Олександр Соловйов — Павло Бажутін, молодший син Савелія Тихоновича, працює на заводі
- Леонід Марков — Костянтин Петрович Осадчий, начальник цеху
- Володимир Волков — Воловик, начальник цеху
- Михайло Матвєєв — Андрій Лукич Бережной, секретар міськкому
- Євген Весник — Євген Якович Юраш, директор проектного інституту (озвучив Герман Качин)
- Юрій Прохоров — Анатолій Сидоркин, робітник заводу, чоловік Катерини
- Людмила Сосюра — Катерина Сидоркина, працівниця аглофабрики, дружина Анатолія
- Клементина Ростовцева — Зіна, дружина Савелія Бажутіна
- Любов Стриженова — Тетяна, дружина Рассолова
- Юрій Потьомкін — Костя, робітник заводу
- Зінаїда Шарко — санітарний лікар
- Майя Блінова — санітарний лікар
- Зоя Богомолова — секретар Кадишева
- Лідія Савченко — жінка в парку
- Володимир Приходько — чоловік у парку
- Валерій Ольшанський — епізод
- Вадим Вільський — епізод
- Дарина Мальчевська — Даша, дочка Ніни Михайлівни
- Борис Борисов — Карпухін, робітник з трубопрокатного цеху
- Віктор Іванов — епізод
- Пантелеймон Кримов — Пантелеймон Олександрович, знайомий рибалка Кадишева
- Олена Нємцова — маленька балерина

## Знімальна група
- Режисер — Артур Войтецький
- Сценаристи — Олена Ленська, Володимир Попов
- Оператори — Євген Анісімов, Володимир Шевальов
- Композитор — Володимир Дашкевич
- Художник — Олександра Конардова